# 保志光信一
保志光 信一（ほしひかり しんいち、1984年7月25日 - ）は、モンゴル国ウランバートル市出身で八角部屋に所属した元大相撲力士。本名はドゥブチン・ハグワー（モンゴル語キリル文字表記：Дүвчингийн Лхагва）。身長182cm、体重113kg、血液型はO型。得意手は右四つ、寄り、投げ。最高位は西十両筆頭（2008年3月場所）。2011年の大相撲八百長問題において引退勧告処分を受け、引退した。

## 経歴
2000年10月に来日し、2000年11月場所で初土俵を踏んだ。同期には同部屋で同じモンゴル出身の保志桜がおり、その保志桜と細い体ながらも競い合って番付を上げていき幕下に定着した。2007年3月場所で7戦全勝で幕下優勝を果たし、翌5月場所では番付を幕下筆頭まで上げた。しかしその5月場所では序盤に3連敗して、翌場所の十両昇進は厳しいと思われたが、その後は4連勝で勝ち越しを決め、場所後に十両昇進を果たした。
新十両の2007年7月場所では、関取最軽量ながらも、キレの良い動きとしぶとい足腰を見せ8勝7敗と勝ち越した。その後は2008年1月場所まで4場所連続勝ち越しと順調な出世ですぐ入幕すると思われたが成績が足踏みする事が多く入幕を果たせなかった。2008年以降は目まいなどの体調不良のため精彩を欠くようになり、2009年7月場所以降は関取の座から遠ざかった。
2008年11月場所4日目の若天狼戦では、若天狼の突き、押しにあっけなく土俵を割って敗れたが、この一番が無気力相撲とみられかねないとして相撲競技監察委員会委員長の友綱親方が師匠の八角親方を通じて注意したと報道された。しかし直後に友綱は「（直接）八角親方に伝えたことも、委員会で話し合ったこともなかった。よって注意した事実はない」として発言を訂正した。保志光はこの場所通院しながら出場していて、自らも監察委員であった八角は「本人の体調が良くなかった」と説明している。
2011年4月1日、大相撲八百長問題に関する相撲協会臨時理事会の結果、引退勧告を受け、他の処分を受けたモンゴル人力士や白鵬と話し合った結果、4月5日に引退届を提出し受理された。この引退によりモンゴルに住む家族が中傷されており、同じく八百長問題で引退した徳瀬川、光龍、白馬、猛虎浪とモンゴルで釈明会見を行った。4月7日、白馬と共に相撲協会を訪れ、放駒理事長らに最後の挨拶をした。

## エピソード
- 横綱・白鵬とは少年時代からの仲良し。
- 土俵際まで寄られ、苦しい体勢から逆転することが多い。そのため対戦力士も、保志光の時は最後まで徹底して手を緩めないようになり、土俵を割ってからも攻撃されることもあった。
- 2001年1月場所初日の序ノ口最初の取組で、大鵬部屋の寺本を押し出しで破っている。これは、「21世紀最初に土俵に上がり、初勝利した力士」として雑誌「相撲」の1コーナーで取り上げられた。
- 性格は温厚で誰からも愛される一面をもっており、ファンクラブなどもあった。

## 主な成績
- 通算成績：278勝237敗16休 勝率.540
- 十両成績：92勝103敗 勝率.472
- 現役在位：62場所
- 十両在位：13場所
- 各段優勝
  - 幕下優勝：1回（2007年3月場所）

### 場所別成績
| | 一月場所 初場所（東京） | 三月場所 春場所（大阪） | 五月場所 夏場所（東京） | 七月場所 名古屋場所（愛知） | 九月場所 秋場所（東京） | 十一月場所 九州場所（福岡） |
| --- | ----------------------- | ----------------------- | ----------------------- | --------------------------- | ----------------------- | --------------------------- |
| 2000年 （平成12年） | x                       | x                       | x                       | x                           | x                       | （前相撲）                  |
| 2001年 （平成13年） | 東序ノ口34枚目 5–2      | 東序二段107枚目 5–2     | 西序二段63枚目 4–3      | 東序二段38枚目 4–3          | 西序二段15枚目 4–3      | 西三段目95枚目 2–5          |
| 2002年 （平成14年） | 東序二段18枚目 3–4      | 西序二段40枚目 5–2      | 西序二段2枚目 4–3       | 東三段目84枚目 3–4          | 西序二段7枚目 6–1       | 西三段目46枚目 3–4          |
| 2003年 （平成15年） | 東三段目62枚目 5–2      | 西三段目34枚目 4–3      | 東三段目21枚目 3–4      | 西三段目34枚目 5–2          | 西三段目9枚目 4–3       | 東幕下60枚目 3–4            |
| 2004年 （平成16年） | 東三段目14枚目 3–4      | 西三段目26枚目 4–3      | 東三段目12枚目 5–2      | 西幕下49枚目 5–2            | 東幕下33枚目 4–3        | 東幕下27枚目 5–2            |
| 2005年 （平成17年） | 東幕下17枚目 3–4        | 西幕下25枚目 3–4        | 西幕下32枚目 2–5        | 東幕下50枚目 5–2            | 東幕下36枚目 5–2        | 西幕下21枚目 4–3            |
| 2006年 （平成18年） | 東幕下16枚目 3–4        | 西幕下24枚目 2–3–2      | 東幕下38枚目 休場 0–0–7 | 東三段目19枚目 休場 0–0–7   | 西三段目79枚目 6–1      | 西三段目21枚目 6–1          |
| 2007年 （平成19年） | 東幕下42枚目 6–1        | 東幕下17枚目 優勝 7–0   | 西幕下筆頭 4–3          | 西十両13枚目 8–7            | 東十両11枚目 8–7        | 西十両9枚目 9–6             |
| 2008年 （平成20年） | 西十両5枚目 9–6         | 西十両筆頭 5–10         | 東十両6枚目 8–7         | 西十両3枚目 6–9             | 東十両7枚目 9–6         | 東十両3枚目 5–10            |
| 2009年 （平成21年） | 東十両7枚目 7–8         | 東十両9枚目 7–8         | 東十両11枚目 6–9        | 東十両13枚目 5–10           | 東幕下3枚目 3–4         | 西幕下7枚目 3–4             |
| 2010年 （平成22年） | 西幕下12枚目 4–3        | 西幕下8枚目 2–5         | 西幕下21枚目 4–3        | 西幕下17枚目 5–2            | 西幕下8枚目 2–5         | 東幕下16枚目 5–2            |
| 2011年 （平成23年） | 西幕下8枚目 4–3         | 八百長問題 により中止   | 西幕下5枚目 引退 –      | x                           | x                       | x                           |
| 各欄の数字は、「勝ち-負け-休場」を示す。 優勝 引退 休場 十両 幕下 三賞：敢=敢闘賞、殊=殊勲賞、技=技能賞 その他：★=金星 番付階級：幕内 - 十両 - 幕下 - 三段目 - 序二段 - 序ノ口 幕内序列：横綱 - 大関 - 関脇 - 小結 - 前頭（「#数字」は各位内の序列） |                         |                         |                         |                             |                         |                             |

引退時の番付は2011年2月28日発表の順席による。

## 改名歴
- 保志光 信一（ほしひかり しんいち）2000年11月場所 - 2011年5月場所